# Francesca da Rimini

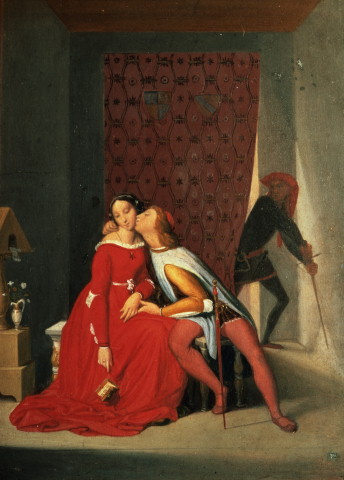
Jean Auguste Dominique Ingres, Gianciotto ontdekt Paolo en Francesca (1819).

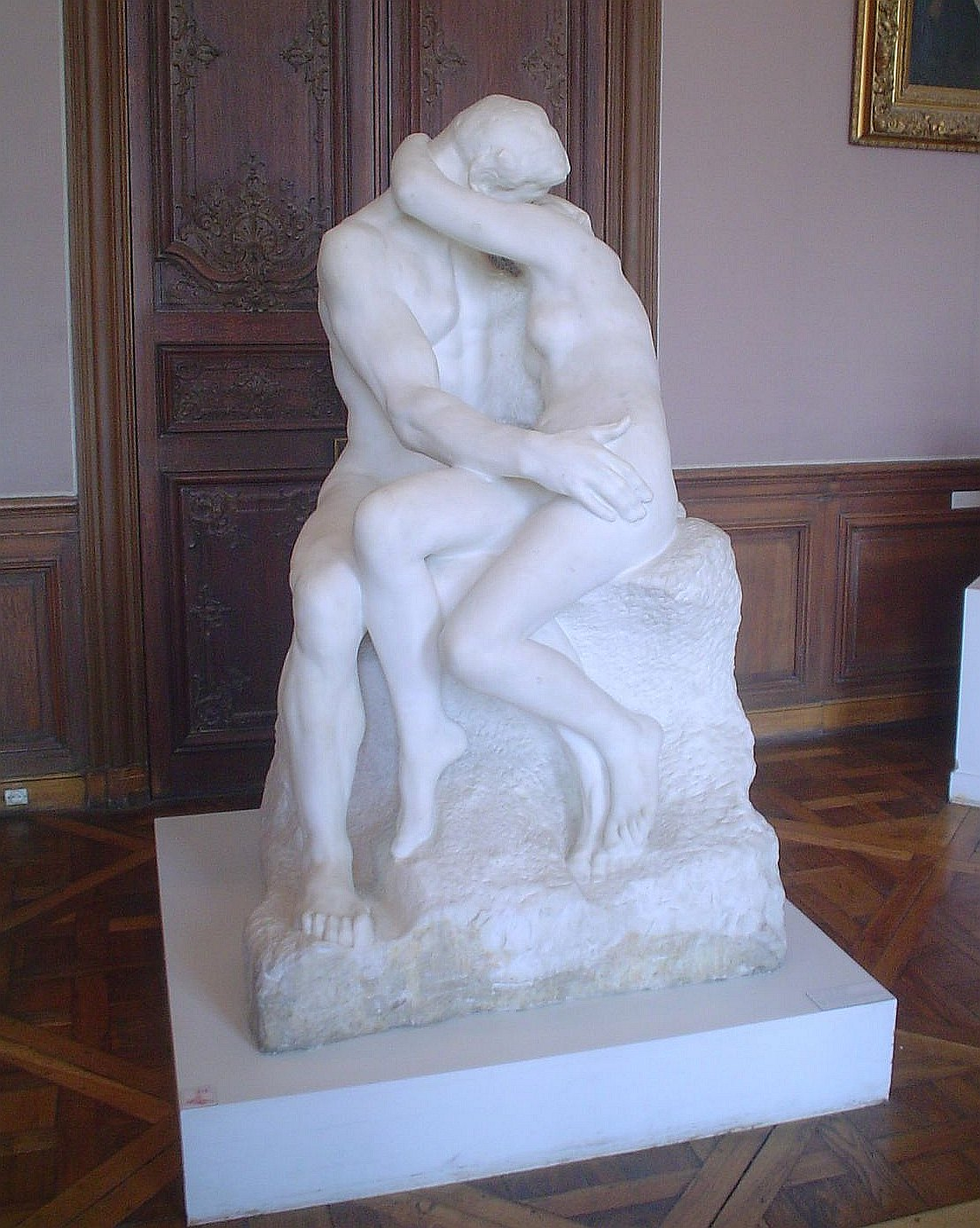
Rodins De kus (1888) kreeg oorspronkelijk de titel Francesca da Rimini.

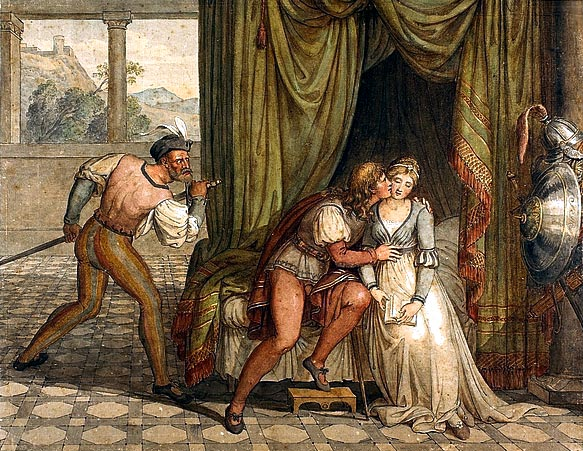
Joseph Anton Koch, Paolo en Francesca verrast door Gianciotto (1805-10).

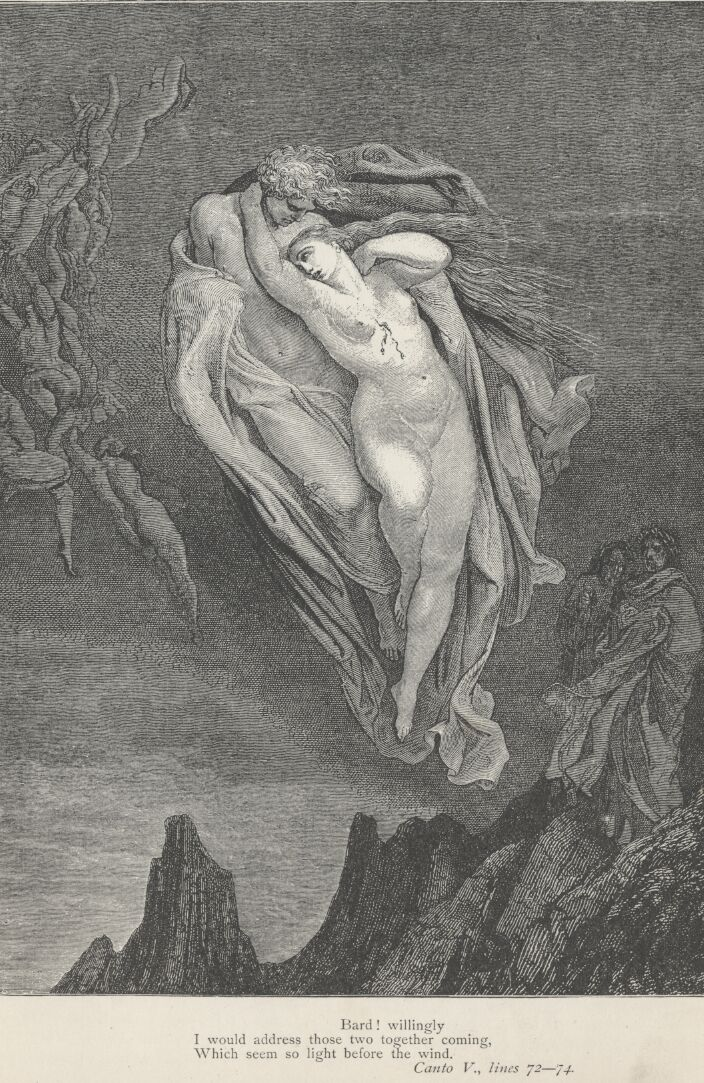
Gustave Doré, Francesca da Rimini (1857).

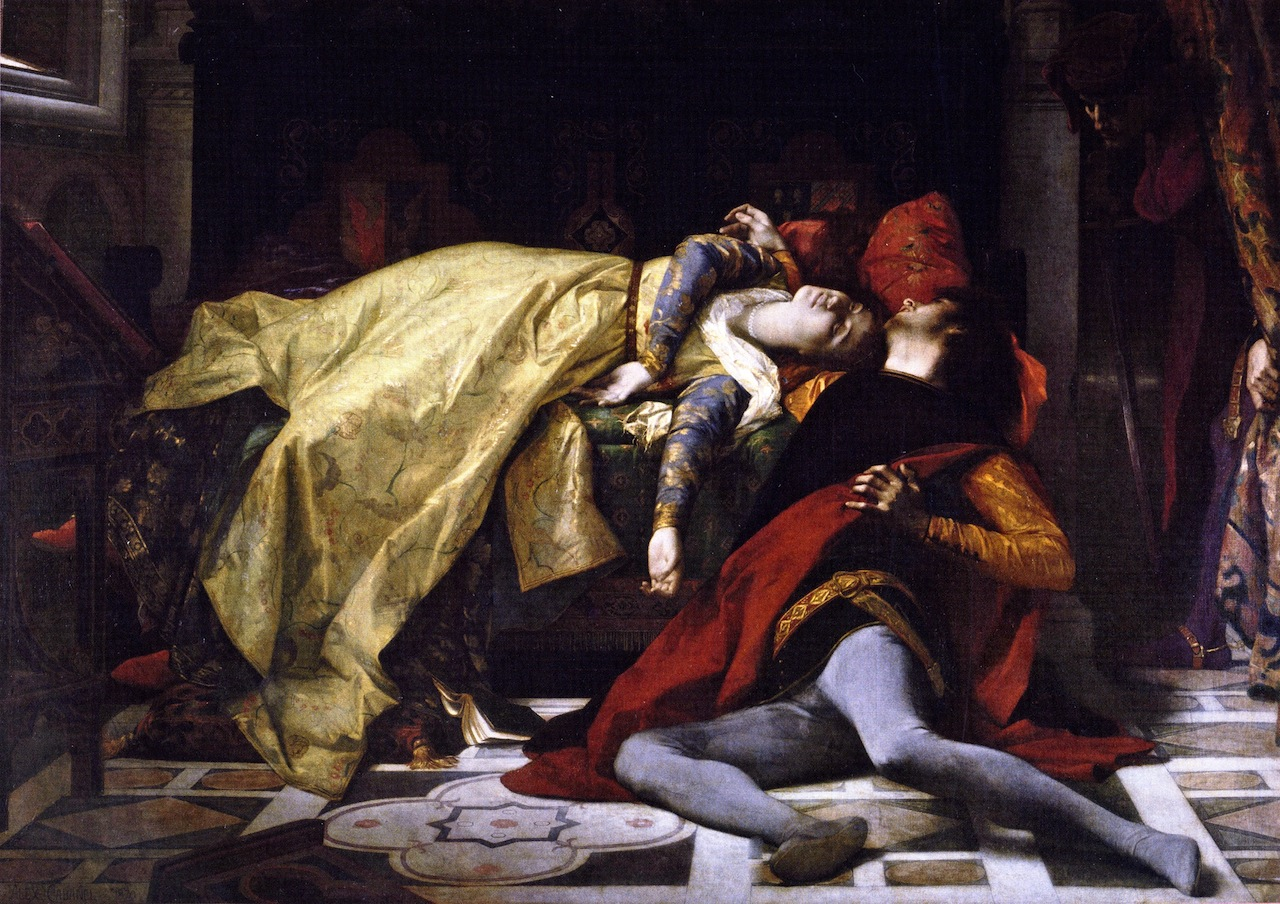
Alexandre Cabanel, Dood van Francesca da Rimini en Paolo Malatesta, ca. 1870.

Francesca da Rimini of Francesca da Polenta (1255 – 1285) was de beeldschone dochter van Guido da Polenta, heer van Ravenna. Ze was een tijdgenoot van Dante Alighieri, die haar gebruikte als personage in de vijfde zang (canto) van De Goddelijke Komedie.

## Het verhaal van Francesca da Rimini
Guido da Polenta was in oorlog met de familie Malatesta. Toen er vrede werd gesloten, wilde Guido de vrede solideren door zijn dochter te laten huwen met de erfgenaam van de Malatesta's, Giovanni Malatesta (Gianciotto), zoon van Malatesta da Verucchio, heer van Rimini. Giovanni was een dapper man, maar invalide en misvormd. Guido wist dat Francesca een huwelijk met Giovanni zou weigeren, en daarom had hij de bruiloft zo georganiseerd dat Francesca dacht dat ze met Giovanni's knappe broer Paolo zou trouwen.
Francesca werd verliefd op Paolo en had pas in de gaten dat ze zijn broer had getrouwd de ochtend na de trouwdag. Francesca en Paolo werden vervolgens opnieuw verleid door het lezen van het verhaal van ridder Lancelot en koningin Guinevere en werden minnaars. Ze werden betrapt door Giovanni en door hem vermoord.

## Kunst geïnspireerd op het verhaal Francesca
Het verhaal van Francesca da Rimini inspireerde een groot aantal kunstenaars:
- Dante, Goddelijke Komedie, Inferno, Canto V. (1308-1321)
- Joseph Anton Koch, Paolo en Francesca verrast door Gianciotto. Waterverf, Thorvaldsen Museum, Kopenhagen. (1805-10).
- Silvio Pellico, Francesca da Rimini, tragedie. (1818).
- Jean Auguste Dominique Ingres, Paolo en Francesca. Olieverf op doek. Musée des Beux-Arts, Angers, Frankrijk. (1819).
- George Henry Boker, Francesca da Rimini. Toneelstuk. (1853).
- Ary Scheffer, Les ombres de Francesca da Rimini et de Paolo Malatesta apparaissent à Dante et à Virgile. Olieverf op doek. Louvre, Parijs. (1855); ander schilderij met dezelfde titel (1835), Wallace Collection, Londen.
- Gustave Doré, Francesca da Rimini (illustratie bij Dantes Inferno. (1857).
- Anselm Feuerbach, Francesca und Paolo, 1864. Schilderij in olieverf. Schackgalerie, München.
- Alexandre Cabanel, De dood van Francesca da Rimini en Paolo Malatesta. Olieverf op doek. Musée d'Orsay, Parijs. (1870).
- Pjotr Iljitsj Tsjaikovski, Francesca da Rimini, symfonisch gedicht.(1876).
- Aristide Croisy, Paolo e Francesca. Beeldhouwwerk, Musée de l’Ardenne et Musée Arthur Rimbaud, Charleville-Mézières. (1876).
- Auguste Rodin, De Kus. Marmer beeldhouwwerk, Musée Rodin, Parijs. (1888).
- Gabriele D'Annunzio, Francesca da Rimini. Tragedie geschreven voor d'Annunzio's minnares Eleonora Duse. (1901).
- Francis Marion Crawford, Francesca da Rimini. (1902). Toneelstuk.
- Eduard Nápravník, Francesca da Rimini. (1902). Opera.

- Sergej Rachmaninov, Francesca da Rimini. Opera op een libretto van Modest Tsjaikovski (1906).
- Riccardo Zandonai, Francesca da Rimini. Opera (1914).
- Hozier, “Francesca”. Lied (2023)